# (91890) Kiriko Matsuri
(91890) Kiriko Matsuri (1999 VD2) – planetoida z pasa głównego asteroid okrążająca Słońce w ciągu 5,19 lat w średniej odległości 3 j.a. Odkryta 4 listopada 1999 roku.